# Хель
Хель (др.-сканд. Hel) — в германо-скандинавской мифологии повелительница мира мёртвых (Хельхейма), дочь Локи и великанши Ангрбоды (Вредоносной), одно из трёх хтонических чудовищ.

## Упоминания в мифологии
Хель упоминается в «Старшей» и «Младшей Эдде», относящихся к XIII веку. Кроме того, строки о ней есть в сагах IX—X веков. Обычно считается, что о ней говорится также в «Деяниях данов» Саксона Грамматика, хотя в реальности в латинском оригинале и в большинстве переводов его сочинения она фигурирует под именем «Прозерпины».

### В Старшей Эдде
В «Старшей Эдде» упоминания о Хель содержатся в нескольких песнях. В частности, в «Прорицании вёльвы» о ней говорится как о хозяйке загробного мира; однако о самой богине практически ничего не рассказывается, если не считать фигуральных выражений наподобие «уйти к Хель» в значении «умереть».

### В Младшей Эдде
«Младшая Эдда», написанная Снорри Стурлусоном в XIII веке, содержит основную информацию о Хель как о богине.
В «Видении Гюльви» Высокий Муж рассказывает о происхождении Хель от Локи и великанши Ангрбоды. Хель вместе с другими детьми Локи привезли к Одину из Ётунхейма, и он отдал ей во владение Хельхейм. К ней попадают все умершие, кроме героев, погибших в бою, которых валькирии забирают в Вальхаллу. Там же приведено её описание: она исполинского роста (крупнее большинства великанов), одна половина её тела чёрно-синяя, другая мертвенно-бледная, поэтому она иногда называется сине-белой Хель (по другим версиям, левая половина её лица была красной, а правая — иссиня-чёрной; выше пояса она выглядела, как живая женщина, но её бёдра и ноги были покрыты пятнами и разлагались, как у трупа).
Наиболее известное упоминание о Хель связано с мифом об убийстве Бальдра, который после смерти оказался в её царстве. Она согласилась исполнить просьбу Хермода и освободить Бальдра, но лишь в том случае, если каждое живое существо оплачет его. Из-за козней Локи это условие не было выполнено, и Бальдр остался в Хельхейме.
Кроме того, Хель упоминается как одна из противниц асов во время Рагнарёка.

## В современной культуре
- Хель (Hel) — рок-группа из Швеции. Также это имя носят как минимум 4 black- и viking-metal группы — 2 из Германии и по одной из Нидерландов и Швеции.
- Hel — богиня в MMORPG Ragnarok Online.
- Hel — богиня в MOBA Smite.
- Hel — песня викинг-метал группы Amon Amarth.
- Hel — песня викинг-метал группы Skálmöld.
- Hel — песня викинг-метал группы Brothers of Metal.
- Хель — песня паган-метал группы Нежеголь.
- Helvegen — песня фолк-метал группы Wardruna.
- Helvegen — название музыкальной группы совмещающей разные жанры и фолк музыку.
- В комиксах компании Marvel Comics Хела — суперзлодейка, богиня смерти и правительница Хельхейма — одного из Девяти миров.
- В романе Ника Перумова «Боргильдова битва» (первая книга дилогии «Тысяча лет Хрофта» из цикла «Летописи Хьёрварда») — владычица царства мёртвых Нифльхель, принявшая участие в битве с явившимся в Упорядоченное Молодыми богами, состоявшейся на Боргильдовом поле, и убитая Ямертом и Ямбреном.
- Хела — главный антагонист игры Hellblade: Senua’s Sacrifice.
- Хельгудин (англ. Helgudin) — персонаж игры Monster Legends[8].

## В астрономии
В честь Хель названы астероиды (699) Хела, открытый в 1910 году, и (949) Хель, открытый в 1921 году.